# Morti nel 796
| Questa pagina contiene informazioni ricavate automaticamente dalle voci biografiche con l'ausilio del template Bio e di un bot. L'aggiornamento è periodico e automatico e ricostruisce completamente la pagina. Se manca una persona in questa lista, sei pregato di non aggiungerla, ma accertati piuttosto che la sua voce biografica contenga il template Bio e che i dati anagrafici siano correttamente compilati. Se il template Bio manca, inseriscilo tu stesso o, in alternativa, metti l'avviso {{tmp\|Bio}} che ne segnala la mancanza. Se i dati riportati sono sbagliati, correggi direttamente la voce biografica; le modifiche saranno visibili in questa lista entro pochi giorni. Per chiarimenti vedi il progetto biografie. La lista contiene solo le 9 persone che sono citate nell'enciclopedia e per le quali è stato implementato correttamente il template Bio. Pagina aggiornata al 13 gen 2025. |

- 17 aprile - Hisham ibn Abd al-Rahman, emiro (n. 757)
- 18 aprile - Æthelred I di Northumbria, sovrano
- 29 luglio - Offa di Mercia, sovrano anglosassone
- 7 agosto - San Glisente, religioso e santo franco
- Ecgfrith di Mercia, re
- Malik ibn Anas, giurista e imam arabo
- Sayf ibn 'Umar, storico arabo
- Teodemaro di Montecassino, abate italiano
- Ya'qub ibn Tariq, astronomo, astrologo e matematico persiano